# Víctor Manuel Rosales
Víctor Manuel Rosales (3 de abril de 1989, Ciudad de México, México) es un futbolista mexicano que juega como defensa en Atlético Coatzacoalcos. Aunque fue considerado de 2010 a 2011 en la plantilla del Club Universidad Nacional de la Primera División Mexicana nunca debutó.

## Clubes
| Club                   | País   | Año       |
| ---------------------- | ------ | --------- |
| Pumas UNAM             | México | 2010-2011 |
| Pumas Morelos          | México | 2011-2013 |
| Atlético Coatzacoalcos | México | 2013-     |